# Paolo Priori
Paolo Priori (Roma, 9 de julio de 1955) fue un piloto de motociclismo italiano.

## Biografía
Comenzó su carrera compitiendo en 1974, luego comenzó a competir en la pista y en 1979 debutó como piloto invitado en el Mundial de velocidad de 50cc en Imola. En esta ocasión terminó en el décimo lugar a pesar de una caída en la curva de Tosa.
En 1981 obtuvo el título de Campeón de Italia en la clase 50. Continúa compitiendo tanto en el Campeonato de Italia como en el Campeonato del mundo y luego pasa a 80cc. En 1983, obtiene un brillante noveno puesto en el Gran Premio de San Marino ganado por el español Ricardo Tormo. En 1987, el mejor resultado es un séptimo lugar en el Gran Premio de Monza.
El siguiente año el mejor resultado es el décimo lugar obtenido en Nürburgring. En el 1989, a bordo de un Krauser obtiene la sexta posición en la clasificación final, con dos séptimos lugares en el Gran Premio de Yugoslavia y Checoslovaquia. Al final de 1990 se retira de la actividad competitiva.

## Resultados en el Campeonato del Mundo
Sistema de puntuación desde 1969 hasta 1987:
| Posición | 1.º | 2.º | 3.º | 4.º | 5.º | 6.º | 7.º | 8.º | 9.º | 10.º |
| Puntos   | 15  | 12  | 10  | 8   | 6   | 5   | 4   | 3   | 2   | 1    |

Sistema de puntuación desde 1988 hasta 1991:
| Posición | 1.º | 2.º | 3.º | 4.º | 5.º | 6.º | 7.º | 8.º | 9.º | 10.º | 11.º | 12.º | 13.º | 14.º | 15.º |
| Puntos   | 20  | 17  | 15  | 13  | 11  | 10  | 9   | 8   | 7   | 6    | 5    | 4    | 3    | 2    | 1    |

### Carreras por año
(Carreras en negrita indica pole position, carreras en cursiva indica vuelta rápida)
| Año  | Clase | Moto     | 1       | 2       | 3       | 4       | 5       | 6       | 7       | 8       | 9       | 10      | 11      | 12      | 13    | 14     | Pts. | Pos. |
| ---- | ----- | -------- | ------- | ------- | ------- | ------- | ------- | ------- | ------- | ------- | ------- | ------- | ------- | ------- | ----- | ------ | ---- | ---- |
| 1979 | 50cc  | Derbi    |         |         | ALE -   | NAC 10  | ESP -   | YUG 14  | NED -   | BEL -   |         |         |         | FRA Ret |       |        | 1    | 28.º |
| 1980 | 50cc  | Ringhini | NAC DNQ | ESP -   |         | YUG -   | NED -   | BEL -   |         |         |         | ALE -   |         |         |       |        | 0    | -    |
| 1982 | 50cc  | Paolucci |         |         |         | ESP DNQ | NAC 9   | NED 17  |         | YUG -   |         |         |         | SNR 15  | GER - |        | 0    | -    |
| 1983 | 50cc  | Paolucci |         | FRA -   | NAC 16  | ALE DNQ | ESP -   |         | YUG -   | NED DNQ |         |         |         | RSM 9   |       |        | 2    | 22.º |
| 1985 | 80cc  | Lusuardi |         | ESP -   | GER -   | NAT DNS |         | YUG -   | NED Ret |         | FRA Ret |         |         | RSM DNS |       |        | 0    | -    |
| 1986 | 80cc  | Lusuardi | ESP 19  | NAC -   | ALE DNQ | AUT DNQ | YUG -   | NED DNQ |         |         | GBR DNQ |         | RSM 19  | BDW -   |       |        | 0    | -    |
| 1987 | 80cc  | Krauser  |         | ESP 14  | ALE 14  | NAC 7   | AUT DNQ | YUG -   | NED Ret |         | GBR 9   |         | CHE Ret | RSM Ret | POR 8 |        | 9    | 16.º |
| 1988 | 80cc  | Krauser  |         |         | ESP Ret | EXP -   | NAC -   | ALE 10  |         | NED DNQ |         | YUG 21  |         |         |       | CHE 22 | 6    | 22.º |
| 1989 | 80cc  | Krauser  |         |         |         | ESP 11  | NAC 10  | ALE 11  |         | YUG 7   | NED 9   |         |         |         |       | CHE 7  | 41   | 6.º  |
| 1990 | 125cc | Grossi   | JPN -   | SPA DNQ | NAT -   | GER -   | AUT DNQ | YUG -   | NED DNQ | BEL -   | FRA DNQ | GBR DNQ | SWE -   | CZE -   | HUN - | AUS -  | 0    | -    |